# NGC 5679A
NGC 5679A је спирална галаксија у сазвежђу Девица која се налази на NGC листи објеката дубоког неба.
Деклинација објекта је + 5° 21' 23" а ректасцензија 14h 35m 6,4s. Привидна величина (магнитуда) објекта NGC 5679 износи 13,8 а фотографска магнитуда 14,5. NGC 5679A је још познат и под ознакама MCG 1-37-34, VV 458, ARP 274, KCPG 427A, PGC 52130.